# Фузара (Салерно)
Фузара је насеље у Италији у округу Салерно, региону Кампанија.
Према процени из 2011. у насељу је живело 285 становника. Насеље се налази на надморској висини од 326 м.